# Cyrielle Girodias
Cyrielle Girodias, née le 16 juin 1987 à Aubagne, est une boxeuse française.

## Carrière sportive
Cyrielle pratique la savate boxe française à haut niveau. Elle combat dans la catégorie des moins de 60 kg.
Déjà pratiquante de nombreux sports tels que l’équitation, la danse, la natation, la planche à voile, c’est à l’âge de 8 ans qu’elle découvre et se passionne pour la boxe grâce à un ami de la famille, Michel Salvetti, entraineur dans le club du Chevalier Roze à Marseille. Cette discipline lui permet enfin de laisser s’exprimer son tempérament de feu et lui apporte un équilibre au quotidien. En 2003, elle se distingue dès sa première compétition en décrochant le titre de Championne de France cadette en assaut.
Elle optimise son potentiel d’année en année en remportant en 2007 le Championnat d’Île-de-France des Espoirs. En 2009 elle est demi-finaliste du Championnat de France Elite A. En 2012 elle devient vice-championne de France en -65 kg, elle intègre aussi l’Équipe de France et remporte par la suite le Tournoi de France la même année. Parallèlement à sa carrière sportive, elle intègre le groupe SNCF en mai 2012 en tant que Chef de Bord à Paris-Est.
En 2013, après être devenue Championne de France, Cyrielle obtient le titre de Championne du Monde à Hainan, en Chine et intègre ainsi le dispositif Athlètes SNCF.
Le 28 mars 2015, à Coubertin (Paris XV), elle devient championne de France Elite A face a HUET Loriana (Levallois SC)
En 2016, à la suite d'une mutation professionnelle, elle quitte le club du Levallois Sporting Club pour la Team Slimane à Bordeaux

## Palmarès

### Championnat du monde
- 2013 à Hainan,  Chine
  -  Médaille d'or
- 2015 à Le Lamentin,  France
  -  Médaille d'or[4],[5]
- 2017 à Le Lamentin,  France
  -  Médaille d'or[6]

### Championnat de France
- Championnat de France Assaut Jeune :
  -  2003  - Championne de France Cadettes

- Championnat de France Espoirs :
  -  2007 - Vice-Championne de France (-60 kg)

- Championnat de France Elite A :
  -  2012 - Vice-Championne de France (-65 kg)
  -  2013 - Championne de France (-65 kg)
  -  2015 - Championne de France (-65 kg) à Paris, Coubertin  France
  -  2017 - Championne de France (-65 kg) à Paris, Halle Georges-Carpentier

### Tournoi de France
- 2012 - Vainqueur du Tournoi de France (-65 kg)

## Sources
- Blog Athlètes SNCF
- Levallois Sporting Club
- CREPS IDF